# BMC Bioinformatics
A BMC Bioinformatics é uma revista científica de acesso aberto revisada por pares na área de bioinformática e biologia computacional. É publicada pela BioMed Central. Foi estabelecida em 2000 e tem sido um dos periódicos de crescimento rápido e de maior sucesso na BMC Series of Journal, publicando 1.000 artigos em seus primeiros cinco anos.

## Indexagem
O periódico é resumido e indexado por: 
- Biological Abstracts
- BIOSIS
- Chemical Abstracts Service
- Embase
- EmBiology
- EmCare
- MEDLINE/PubMed
- Science Citation Index Expanded
- Scopus

 Começou a ser indexado pelo ISI (Web of Science) em 2002, e de acordo com o Journal Citation Reports, o periódico tem um fator de impacto de 2,213 em 2014.